# شپش ماسه‌ای جهنده
شپش ماسه‌ای جهنده (نام علمی: Talitrus saltator) نام یک گونه از سرده شپش ماسه است. این شپش ماسه در سواحل ماسه‌ای اروپا زندگی می‌کند. کالبدشناسی حرکتی این حشره به نحوی است که ابتدا بر روی پاهای خود می‌ایستد سپس شکم خود را کش داده به سمت بیرون پف می‌کند این عمل باعث می‌شود حشره چندین سانتی‌متر در جهت‌های تصادفی به سمت هوا بجهد. طول این دوجورپا بین ۸/۲ تا ۱۶/۵ میلی‌متر است و اندازه نرها اندکی بزرگتر از ماده می‌باشد. رنگ شپش ماسه‌ای جهنده خاکستری-سبز یا خاکستری-قهوه‌ای است. این حشره یک جفت چشم سیاه رنگ و یک جفت شاخک دارد. یکی از شاخک‌ها قوی تر و بزرگ‌تر از دیگری است.